# Céline Rudolph

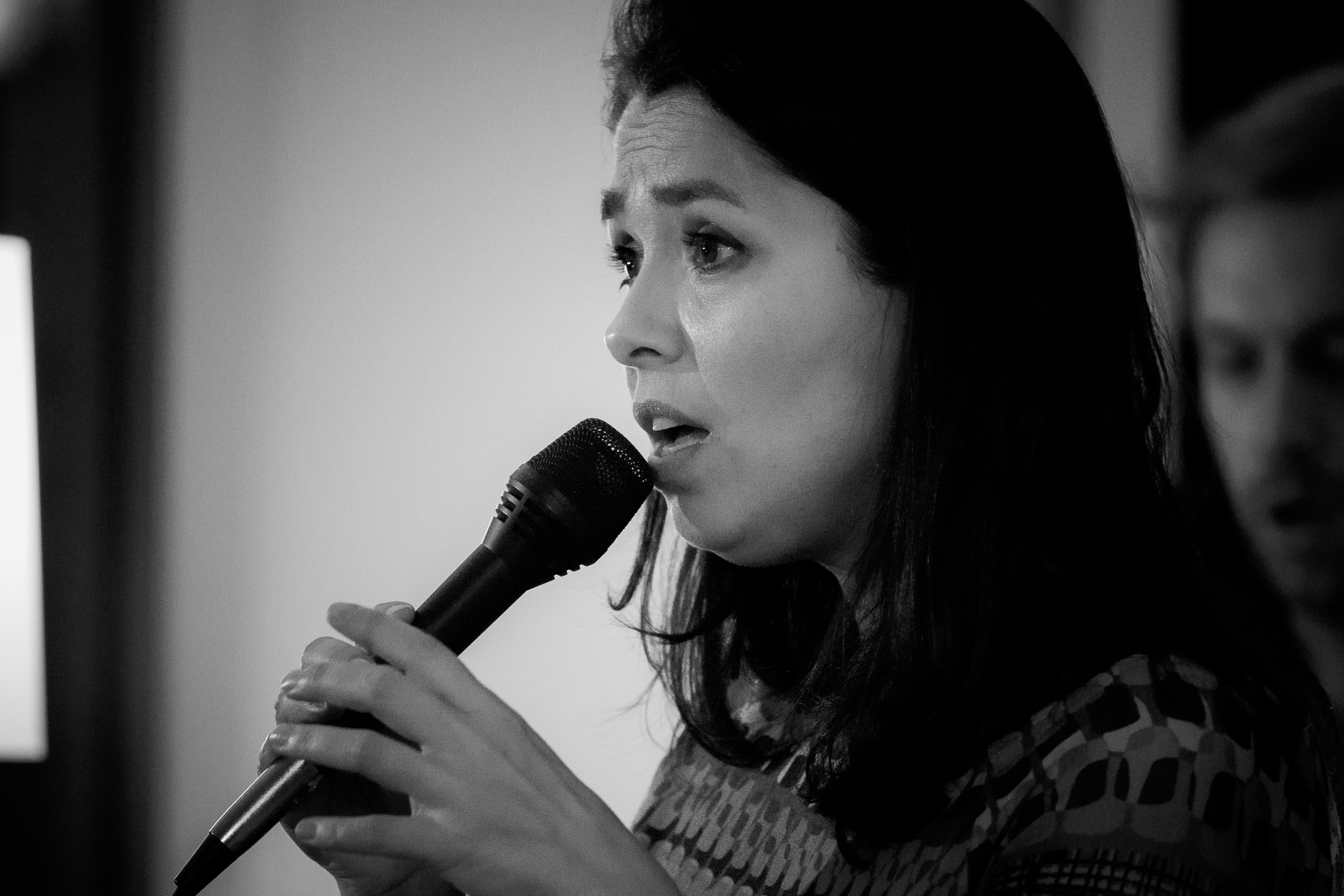
Céline Rudolph, 2015

Céline Rudolph (* 1969 in Berlin) ist eine deutsche Jazz-Sängerin.

## Leben und Wirken
Rudolph wurde 1969 in Berlin als Tochter einer französischen Mutter und eines deutschen Vaters geboren. Sie studierte zunächst Rhetorik und Philosophie, dann von 1991 bis 1997 Jazzgesang und Kompositionslehre an der Hochschule der Künste Berlin bei David Friedman, Jerry Granelli, Kirk Nurock sowie Catherine Gayer (klassischer Gesang).
1990 gründete sie zusammen mit dem Pianisten Volker Kottenhahn, dem Bassisten Dirk Strakhof und dem Schlagzeuger Johannes Bockholt ihre erste Band Out of Print, mit der sie zwei Alben einspielte und Tourneen durch den Balkan und Afrika unternahm. In der Folge arbeitete sie mit Musikern wie Bob Moses, Anthony Cox, Marc Ducret und Gary Peacock. 1995 studierte sie bei dem afrikanischen Perkussionisten Famoudou Konaté.
Ende der 1990er Jahre übersiedelte sie nach Köln, wo sie im Duo mit Christian Thomé auftrat. Daneben arbeitete sie mit Lauren Newton, Gabriele Hasler, Bobby McFerrin, Lee Konitz, David Friedman und dem United Women’s Orchestra. Sie wirkte auch in Crossover-Projekten mit wie der Bearbeitung von Arnold Schönbergs Pierrot Lunaire durch Peter Fulda, der Rundfunkproduktion Barock meets Jazz mit Gérard Lesne und der Einspielung von Moritz Eggerts Komposition Wide Unclasp. 2004 wurden ihre Kompositionen bei der Kölner Triennale vom Cologne Contemporary Jazz Orchestra aufgeführt.
2006 arbeitete Rudolph mit dem Trompeter Dusko Goykovich auf dessen CD „Samba Tzigane“, mit André Nendzas A-Tronic und bereitete ein neues Projekt vor, zu dem das Goethe-Institut Lissabon sie als musikalische Leiterin einlud: „Lisboa-Maputo-Berlin“: Sie tauchte dazu als „Goethe artist in residence“ in die in Lissabon ansässige portugiesischsprachige afrikanische Musikszene ein, um im Quintett mit Ruben Alves, João Gomes, Gogui und Chico Fernandes und weiteren Gastmusikern an einem Soundmix der verschiedenen Kulturen zu arbeiten. Das Projekt feierte im „Centro Cultural de Belém“ in Lissabon, in Maputo und 2008 im Theater Hebbel am Ufer in Berlin Premiere (Gäste: Julia Hülsmann, Aly Keïta, Stewart Sukuma, Rüdiger Krause). Der TV-Dokumentarfilm „Lisboa-Maputo-Berlin“ premierte am 3. Juli 2009 in Lissabon.
Im selben Jahr schloss Rudolph gemeinsam mit dem Produzenten Rodolfo Stroeter ihr Album Brazaventure ab. An den Aufnahmen in São Paulo waren unter anderem Marcos Suzano, Toninho Ferragutti, Paulo Bellinati, Mônica Salmaso und Sérgio Santos beteiligt. Die Premiere wurde in São Paulos „SESC Pompéia“ mit der Band „Pau Brasil“ gefeiert. Das Album wurde 2007 bei Enja in Europa und Asien veröffentlicht. 2007 und 2008 entstanden die Aufnahmen zu ihrem Album Metamorflores mit Naná Vasconcelos, Rodolfo Stroeter, Ricardo Mosca, Toninho Ferragutti, Diego Figueiredo, Marlui Miranda, Paulo Bellinati, Rüdiger Krause, Till Brönner und dem São Paulo Streichorchester, welches 2009 erschien. 2008 textete und sang Céline Rudolph das Chanson Soumise à la tentation zu Till Brönners Soundtrack zum Kinofilm „Zwischen heute und morgen“ von Fred Breinersdorfer.
2011 nahm Rudolph ihr Album „Salvador“, mit Texten von Henri Salvador, in deutscher und französischer Fassung auf. Die Veröffentlichung erfolgte bei Universal. Das Album stieg auf Platz fünf in die Jazzcharts ein und wird von der Presse positiv rezensiert: „Sie kombiniert brasilianische Grooves mit deutschen Texten – und das Experiment funktioniert“. 2012 wirkte Rudolph bei den Aufnahmen zu Wolfgang Haffners „Heart Of The Matter“ mit. Im selben Jahr übertrug Rudolph den Titel „Va“ von Charles Aznavour ins Deutsche („Geh“).
2013 ging Rudolph mit den New Yorker Musikern Jamire Williams, Lionel Loueke, Burniss Travis, Leo Genovese, John Ellis und dem Songwriter Josh Mease ins Studio. Die Aufnahmen erschienen 2019 unter dem Titel Pearls. 2015 begann die Zusammenarbeit Lionel Loueke als Duo. Nach internationalen Konzerten folgten gemeinsame Studioaufnahmen. Das daraus resultierende Album „Obsession“ wurde aufgenommen und im Oktober 2017 auf Rudolphs eigenen Label Obsessions veröffentlicht. Seit 2016 ist sie auch als Solo-Künstlerin unterwegs, wobei sie Loops, Effekte, Percussions und Gitarre kombiniert. Dieses Set-up nutzt sie nun in ihrem neuen Projekt SONIQS, das sie mit Sebastian Merk betreibt; ein gemeinsames Album erschien 2023 auf Obsessions.
2003 wurde Rudolph Professorin für Jazz-, Rock- und Pop-Gesang an der Hochschule für Musik Carl Maria von Weber in Dresden.
Im Herbst 2020 wurde sie als  Professorin für Gesang und Ensemble-Leitung ans Jazzinstitut Berlin berufen, wo sie bereits im Sommersemester 2020 als Gastprofessorin lehrte.

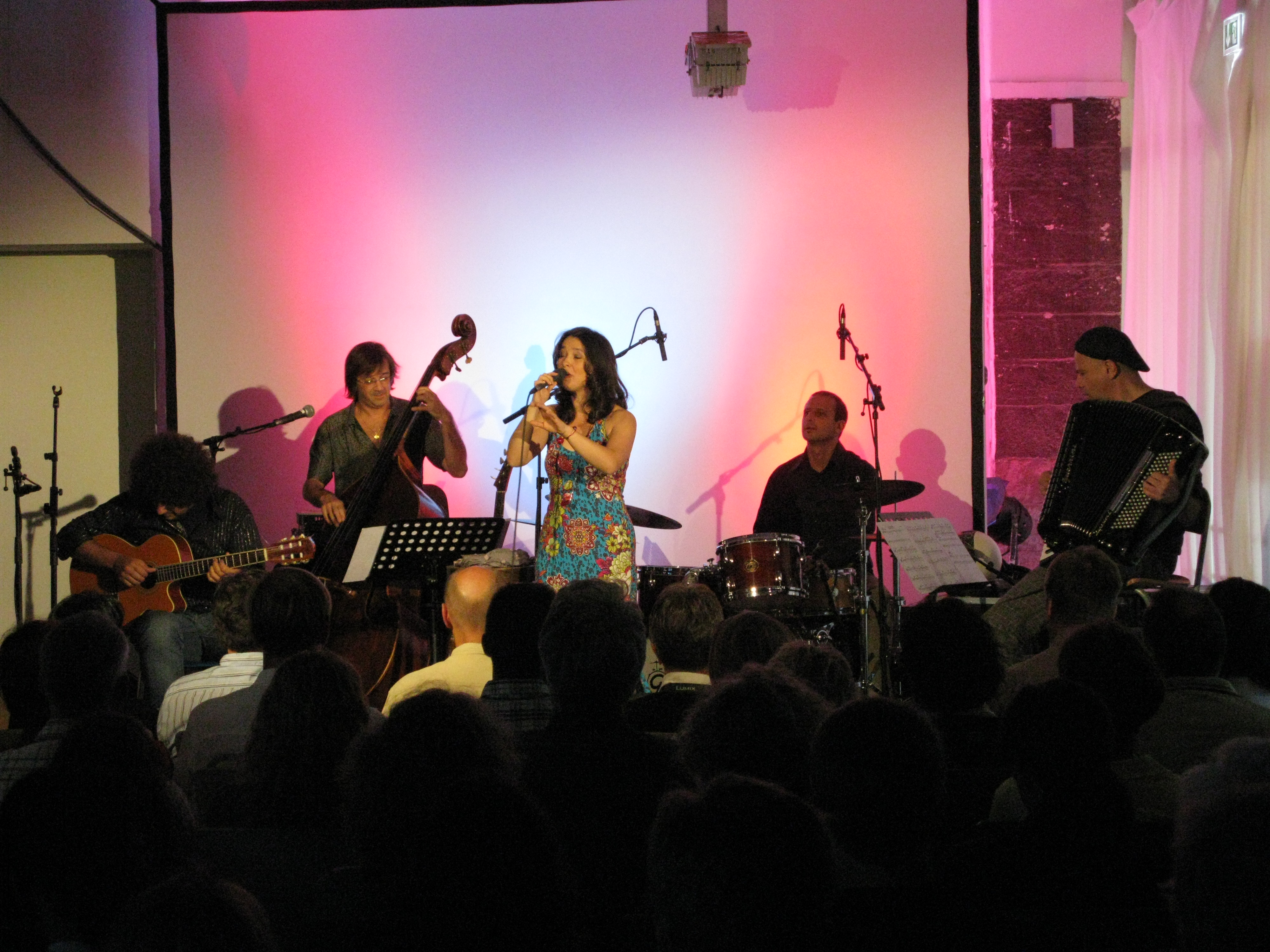
Céline Rudolph und Band (2009)

## Preise und Auszeichnungen
Mit der Gruppe Fábula gewann Rudolph 2001 den Preis JazzArt – Musik des 21. Jahrhunderts und im gleichen Jahr mit der Gruppe Mosaïq den Wettbewerb der Szene Nordrhein-Westfalen bei den Leverkusener Jazztagen. 2010 wurde sie für ihre in Brasilien produzierte CD „Metamorflores“ mit dem ECHO Jazz  als „Beste Sängerin National 2010“ ausgezeichnet.

## Diskographie

### Soloalben
- „Paintings“ (mit Out of Print: Volker Kottenhahn, Dirk Strakhof und Johannes Bockholt), 1994
- „Book Of Travels“ (mit Out of Print: Volker Kottenhahn, Dirk Strakhof und Johannes Bockholt), 1996
- „Segredo“ (mit dem Dark Wood Project: Marc Ducret, Henning Sieverts, Scott Robinson, Anthony Cox und Bob Moses), 1999
- „Brazaventure“ (mit Toninho Ferragutti, Paulo Bellinati, Rupert Stamm, Rodolfo Stroeter, Jovi Joviniano, Marcos Suzano sowie Sérgio Santos, Mônica Salmaso, Teco Cardoso und Tilmann Dehnhard), 2006
- „Metamorflores“ (mit Toninho Ferragutti, Diego Figueiredo, Rodolfo Stroeter, Ricardo Mosca, Naná Vasconcelos, Till Brönner, Marlui Miranda, Tiago Costa & The Sao Paulo String Orchestra), 2009
- „Salvador“ (Texte von Henri Salvador in deutscher und französischer Fassung), 2011
- „Obsession“ (Duo mit Lionel Loueke), 2017
- „Pearls“, 2019
- „SONIQS“ (mit Sebastian Merk), 2023

### Mitwirkungen
- Peter Fulda Trio: „Silent Dances“ (mit Thomas Gier und Andreas Gandela), 1999
- A.Tronic: „Lichtblau“ (mit André Nendza, Stephan Meinberg, Oliver Leicht und Christoph Hillmann sowie David Liebman), 2002
- Andreas Schmidt: „berlin, 1999“ (mit Heinrich Köbberling, Gary Peacock, Michael Andersen, Michael Thieke und Christian Brückner), 1999
- Mosaïq: „moving“ (mit Britta-Ann Flechsenhar, Daniel Mattar, Daniel Cordes, Steffen Illner und Bernard Hariolf Suhm), 2002
- United Women’s Orchestra „Virgo Supercluster“ (Bigband unter Hazel Leach und Christina Fuchs), 2002
- Moritz Eggert „Wide Unclasp“ (mit Steven Bernstein, Sebastian Hess, Ralph Beerkircher, Georg Breinschmid und Gerry Hemingway), 2003
- „Heart Of The Matter“ (mit Wolfgang Haffner), 2012